# Этзель, Патрик
Патрик Хецель, во французской транскрипции Патри́к Этзе́ль (фр. Patrick Hetzel; род. 2 июля 1964[…], Фальсбур) — французский политик, министр высшего образования и научных исследований (2024).

## Биография
Родился 2 июля 1964 года в Фальсбуре, где его родители владели рестораном. Окончил школу бизнеса при Страсбургском университете, затем в 1993 году — Лионский университет, по специальности «управление». Преподавал в нескольких университетах, в 2005—2007 годах возглавлял образовательный округ Лиможа (в этот период премьер-министр Доминик де Вильпен назначил Этзеля главой комиссии по анализу связей между университетской средой и практической деятельностью выпускников).
В 2012 году Этзель был избран в Национальное собрание Франции от 7-го избирательного округа департамента Нижний Рейн при поддержке Союза за народное движение, получив во втором туре 57,21 % голосов (его соперником был кандидат от Центристского альянса Тьери Карбьене). На последующих выборах 2017 и 2022 годов Этзель сохранил свой мандат в том же округе. В 2024 году он, представляя партию «Республиканцы», второй раз подряд встретился с кандидатом от Национального объединения и победил его с результатом 54,8 %.
21 сентября 2024 года получил портфель министра высшего образования и научных исследований при формировании правительства Барнье.
23 декабря 2024 года сформировано правительство Байру, в котором Этзель не получил никакого назначения.

## Труды
- Planète Conso : marketing expérientiel et nouveaux univers de consommation, Paris, Éditions d’organisation, 2002, 392 p. (ISBN 978-2-7081-2660-2)
- Le marketing relationnel, Paris, Presses universitaires de France, coll. " Que sais-je ? ", 1er juin 2004, 128 p. (ISBN 978-2-13-054270-4)
- De l’Université à l’Emploi : rapport final de la Commission du débat national Université-Emploi, La Documentation française, 24 octobre 2006, 112 p.